# Con chim gỗ
Con chim gỗ là phim hoạt hình cắt giấy vi tính năm 2020 của Việt Nam do NSƯT Trần Khánh Duyên đạo diễn kiêm đảm nhiệm vai trò họa sĩ chính. Tác phẩm do NSND Phạm Ngọc Tuấn đảm nhiệm vai trò sản xuất, dựa trên phần kịch bản do Nguyên Hưng thực hiện. Hãng phim Hoạt hình Việt Nam là công ty chịu trách nhiệm sản xuất phim ngắn. Nội dung phim xoay quanh những nhận thức của một con chim gỗ sau khi được đặt làm mồi để bẫy đàn chim thật.
Con chim gỗ nhận được đánh giá cao của giới chuyên môn cho phần nội dung, hình thức thể hiện cũng như vấn đề bộ phim đặt ra. Phim đã giành được giải Cánh diều vàng cho Phim hoạt hình tại Giải Cánh diều 2019 và giải Bông sen vàng cho Phim hoạt hình tại Liên hoan phim Việt Nam lần thứ 22. Tác phẩm cũng giúp đạo diễn Trần Khánh Duyên nhận hai giải thưởng Đạo diễn xuất sắc phim hoạt hình ở cả hai giải thưởng này.

## Đón nhận

### Đánh giá chuyên môn
NSND Nguyễn Thị Phương Hoa – Trưởng Ban giám khảo phim hoạt hình của Liên hoan phim Việt Nam lần thứ 22 – nhận xét Con chim gỗ "không chỉ thuần túy là phim giải trí cho trẻ em mà đã mang được những thông điệp có tính triết lý cao và khán giả mọi lứa tuổi đều có thể xem và cảm nhận được sự thú vị với những vấn đề mà bộ phim đã đặt ra".

### Giải thưởng
Con chim gỗ đã giành được giải Cánh diều vàng cho Phim hoạt hình tại Giải Cánh diều 2019 và giải Bông sen vàng cho Phim hoạt hình tại Liên hoan phim Việt Nam lần thứ 22. Tác phẩm cũng giúp đạo diễn Trần Khánh Duyên nhận hai giải thưởng Đạo diễn xuất sắc phim hoạt hình ở cả hai giải thưởng này.
| Giải thưởng             | Năm  | Hạng mục                         | Đề cử            | Kết quả        | Nguồn |
| ----------------------- | ---- | -------------------------------- | ---------------- | -------------- | ----- |
| Giải Cánh diều          | 2020 | Phim hoạt hình                   | Con chim gỗ      | Cánh diều vàng | [ 1 ] |
| Giải Cánh diều          | 2020 | Đạo diễn xuất sắc phim hoạt hình | Trần Khánh Duyên | Đoạt giải      | [ 1 ] |
| Liên hoan phim Việt Nam | 2021 | Phim hoạt hình                   | Con chim gỗ      | Bông sen vàng  | [ 2 ] |
| Liên hoan phim Việt Nam | 2021 | Đạo diễn xuất sắc phim hoạt hình | Trần Khánh Duyên | Đoạt giải      | [ 2 ] |